# Open Castilla y León 2009
L'Open Castilla y León 2009 è un torneo professionistico di tennis maschile giocato sul cemento, che faceva parte dell'ATP Challenger Tour 2009. Si è giocato a Segovia in Spagna dal 3 al 9 agosto 2009.

## Partecipanti

### Teste di serie
| Nazionalità | Giocatore           | Ranking* | Testa di serie |
| ----------- | ------------------- | -------- | -------------- |
| Spagna      | Feliciano López     | 39       | 1              |
| Russia      | Evgenij Korolëv     | 90       | 2              |
| Ucraina     | Serhij Stachovs'kyj | 92       | 3              |
| Spagna      | Marcel Granollers   | 99       | 4              |
| Francia     | Adrian Mannarino    | 108      | 5              |
| Spagna      | Iván Navarro        | 116      | 6              |
| Croazia     | Roko Karanušić      | 123      | 7              |
| Slovenia    | Blaž Kavčič         | 135      | 8              |

- Ranking al 27 luglio 2009.

### Altri partecipanti
Giocatori che hanno ricevuto una wild card:
- Roberto Bautista Agut
- Jorge Hernando Ruano
- Feliciano López
- Quino Muñoz
- Iñigo Cervantes-Huegun (Special Exempt)
- Illja Marčenko (Special Exempt)

Giocatori passati dalle qualificazioni:
- Grigor Dimitrov
- Sergio Gutiérrez-Ferrol
- Jean-Noel Insausti
- Fernando Vicente

## Campioni

### Singolare
Feliciano López ha battuto in finale  Adrian Mannarino con il punteggio di 6–3, 6–4

### Doppio
Nicolas Mahut /  Édouard Roger-Vasselin hanno battuto in finale  Serhij Stachovs'kyj /  Lovro Zovko con il punteggio di 6(4)–7, 6–3, [10–8]